# Хвороба Ауєскі
Хворо́ба Аує́скі, або псевдоска́з, або інфекці́йний бульба́рний пара́ліч (англ. Aujeszky's disease, за ім'ям австро-угорського лікаря Аладара Ауєскі) — гостре вірусне захворювання тварин з характерними ознаками енцефаломієліту, ураженням верхніх дихальних шляхів і легень, що інколи супроводжується сильною сверблячкою та розчісуванням.
Збудник хвороби — альфагерпесвірус, представник родини Herpesviridae.

## Епізоотологія
Вірус інфікує свиней, травоїдних і м'ясоїдних, може уражати ще багато видів ссавців, крім більшості видів приматів. Людина може бути чутлива до цієї хвороби. В літературі є повідомлення про захворювання людей із проявами свербіжу та підвищення температури тіла.
Інкубаційний період становить зазвичай 1-8 діб, іноді 15-20 діб. Хвороба Ауєскі уражає центральну нервову систему.
У свійських тварин хвороба відбувається спорадично, супроводжується гарячкою, сверблячкою (крім свиней), парезами, паралічем, нервовим збудженням, яке доходить до буйства. У свиней хвороба перебігає здебільшого як загальне гарячкове захворювання з ураженням органів дихання. Хворі тварини гинуть на 3—5-й день. Хворобу переносять гризуни, бродячі пси, хворі і нещодавно перехворілі сільськогосподарські тварини.

## Лікування та профілактика
Заходи:
- ізоляція хворих тварин і лікування їх специфічною сироваткою,
- вакцинація,
- дератизація,
- знищення бродячих собак,
- дезинфекція приміщень,
- карантин серед тварин.